# Audubon (Iowa)
Audubon é uma cidade localizada no estado americano de Iowa, no Condado de Audubon.

## Demografia
Segundo o censo americano de 2000, a sua população era de 2382 habitantes.
Em 2006, foi estimada uma população de 2192, um decréscimo de 190 (-8.0%).

## Geografia
De acordo com o United States Census Bureau tem uma área de
4,6 km², dos quais 4,6 km² cobertos por terra e 0,0 km² cobertos por água. Audubon localiza-se a aproximadamente 384 m acima do nível do mar.

## Localidades na vizinhança
O diagrama seguinte representa as localidades num raio de 20 km ao redor de Audubon.